# Hans Demel (Ägyptologe)
Hans Demel (vollständiger Name Johann Demel Ritter von Elswehr, * 14. April 1886 in Teschen; † 28. Dezember 1951 in Wien) war ein österreichischer Ägyptologe.
Hans Demel, Sohn des Politikers Johann Demel von Elswehr, studierte an der Universität Wien zunächst Jura (Dr. jur. 1911) und anschließend Ägyptologie bei Hermann Junker (Dr. phil. 1913). Ab 1913 war er Mitarbeiter des Kunsthistorischen Museums in Wien, wo er 1922 Leiter, 1926 Direktor der Ägyptisch-Orientalischen Sammlung wurde. 1945 wurde er zum Professor ernannt, 1947 zum Hofrat. 1949 wurde er administrativer Direktor des Kunsthistorischen Museums. Er wurde am Ober Sankt Veiter Friedhof bestattet.
Er war seit 1904 Mitglied der Wiener akademischen Burschenschaft Moldavia.